# 里西山國家公園
里西山國家公園（芬蘭語：Riisitunturin kansallispuisto）是芬蘭的一處國家公園，位於拉普蘭區。里西山國家公園成立於1982年，面積77平方（30平方英里）。里西山國家公園以山地景觀和沼澤著稱。